# بچه‌های مرد شیشه‌گر
بچه‌های مرد شیشه‌گر (سوئدی: Glasblåsarns barn) فیلمی سوئدی است که در سال ۱۹۹۸ منتشر شد.

## بازیگران
- استلان اسکاشگورد
- پرنیلا آگوست
- تومی بریگرین
- الین کلینگا
- لنا گرانهاگن
- اوا فرولینگ
- مارگرت ویورس